# Vorderrhön
Vorderrhön este o arie protejată (arie specială de conservare — SAC, sit de importanță comunitară — SCI) din Germania întinsă pe o suprafață de 3.690,4 ha, integral pe uscat.

## Localizare
Centrul sitului Vorderrhön este situat la coordonatele 50°39′22″N 9°50′37″E / 50.6561°N 9.8436°E.

## Înființare
Situl Vorderrhön a fost declarat sit de importanță comunitară în aprilie 1999 pentru a proteja 1 specie de plante și 8 specii de animale. Situl a fost protejat și ca arie specială de conservare în martie 2008.

## Biodiversitate
Situată în ecoregiunea continentală, aria protejată conține 17 habitate naturale: Formațiuni de Juniperus communis pe lande sau pajiști calcaroase, Pajiști carstice calcaroase sau bazofile, de Alysso-Sedion albi, Pajiști uscate seminaturale și facies de acoperire cu tufișuri pe substraturi calcaroase (Festuco-Brometalia) (* situri importante pentru orhidee), Formațiuni ierboase bogate în specii de Nardus, dezvoltate pe substraturi silicioase în zone montane (și în zone submontane, în Europa continentală), Fânețe de joasă altitudine (Alopecurus pratensis, Sanguisorba officinalis), Fânețe montane, Izvoare petrifiante cu formare de travertin (Cratoneurion), Mlaștini alcaline, Grohotișuri silicioase medio-europene, la altitudine înaltă, Grohotișuri medio-europene calcaroase, de la nivel colinar și montan, Pante stâncoase silicioase cu vegetație casmofită, Păduri de fag Luzulo-Fagetum, Păduri de fag Asperulo-Fagetum, Păduri de fag din Europa Centrală dezvoltate pe sol calcaros cu Cephalanthero-Fagion, Păduri de stejar și carpen Galio-Carpinetum, Păduri pe pante, grohotișuri și ravene de Tilio-Acerion, Păduri aluvionare cu Alnus glutinosa și Fraxinus excelsior (Alno-Padion, Alnion incanae, Salicion albae).
La baza desemnării sitului se află mai multe specii protejate:
- plante (1): mușchi (Dicranum viride)
- păsări (2): sfrâncioc roșiatic (Lanius collurio), gaia roșie (Milvus milvus)
- amfibieni (1): triton cu creastă (Triturus cristatus)
- mamifere (3): liliac cârn (Barbastella barbastellus), liliac cu urechi mari (Myotis bechsteinii), liliac comun (Myotis myotis)
- nevertebrate (2): phengaris nausithous (Maculinea nausithous), Vertigo angustior

Pe lângă speciile protejate, pe teritoriul sitului au mai fost identificate 22 de specii de plante, 1 specie de amfibieni, 6 specii de mamifere, 63 de specii de nevertebrate.